# Porto Ceresio
Porto Ceresio är en ort och kommun i provinsen Varese i regionen Lombardiet i Italien. Kommunen hade 2 942 invånare (2018).